# Stephostethus pandellei
Stephostethus pandellei är en skalbaggsart som först beskrevs av Brisout de Barneville 1863.  Stephostethus pandellei ingår i släktet Stephostethus, och familjen mögelbaggar. Arten är reproducerande i Sverige.